# Смерть Lil Peep
Американский рэпер Lil Peep скончался от передозировки наркотиков 15 ноября 2017 года. Как показала медицинская экспертиза, причиной смерти стала случайная передозировка смеси фентанила и ксанакса.

## Ход событий
На момент смерти музыкант находился в гастрольном туре Come Over When You’re Sober в поддержку одноимённого альбома.
За день до окончания тура, в городе Тусон, в штате Аризона, находясь в своём туровом автобусе, музыкант принимал препараты «Ксанакс», которые, как позже выяснилось, ему дала его фанатка Мэрайа Бонс. Приблизительно в 19:20 по местному времени, по сообщениям Мэрайа в фан-чате исполнителя в Snapchat, музыкант «вырубился» из-за таблеток, которыми она его угостила;
— Он вырубился нафиг. Мне позвонил брат, и я попыталась заставить его сказать «привет» моему брату, но он не хочет просыпаться, так что я передала трубку рэперу Mackned.
— Странно. Когда Peep спит, он легко просыпается. Эмм…
Мэрайа не обратила внимания на замечание и в течение нескольких часов продолжала радоваться вечеринке и общению с музыкантами, отчитываясь об этом в фанатском чате.
20:08 — Bexey был тут, я его видела. Но он исчез до того, как я смогла бы сделать фотку. А ещё я совсем не видела Coldy.
22:57 — Mackned под кайфом благодаря мне и моим друзьям, лол.

### Госпитализация и смерть
Друг Lil Peep Bexey записывал историю в Instagram в автобусе и отключил трансляцию: «Видимо, Peep в хвосте автобуса выполняет отжимания и приседания, смотрит на свои мускулы. Я сам посмотрю», — заявил автор видео, после чего показал бледного рэпера с открытым ртом. Молодой человек поменялся в лице, сказал «ой» и прервал трансляцию.
Когда стало известно о причинах смерти музыканта, запись была удалена; «Мой брат только что умер на моих руках», — заявил Bexey в следующем ролике.
Когда началась суматоха вокруг Lil Peep — Мэрайа молча вышла из чата в Snapchat. Поклонники ещё не знали о смерти музыканта и удивились её внезапному уходу, но, как предположила девушка по имени Стефани, опубликовавшая скрины чата в твиттере, причиной была связь Мэрайи со смертью музыканта.
«Это девушка, которая дала Lil Peep наркотики и убила его. Отметьте, что она призналась в том, что Peep «вырубился» из-за неё. Она написала в личку Макнеду аккурат перед этим и сказала, что у неё есть «Ксанакс» и другие наркотики. Не пропускайте это мимо глаз», - сообщила Стефани в Твиттере
Так же, девушка опубликовала скрин переписки Мэрайи с Макнедом:
13:26 — Сообщу тебе, когда доберусь.
15:22 — Мы в десяти минутах, у нас есть косячки, плюшки, таблы и ксанакс, эщщщкееерееее.
После случившегося, Мэрайи удалила свои аккаунты из соц. сетей.
Артист был госпитализирован в местную больницу, где он скончался.
Смерть Lil Peep подтвердил менеджер музыканта Майки Кортез в своём Инстаграм.
|                                              | I’m completely heart broken and lost right now. I can’t even feel it’s not real. I love you and I’ll miss you always. One of the realest. Please someone tell me this isn’t real. |  | Моё сердце разбито и потеряно. Я даже не чувствую, что это реально. Я люблю тебя и всегда буду скучать. Один из самых реальных. Пожалуйста, кто-нибудь скажите мне, что это не реально. |  |
| Написал менеджер артиста у себя в Instagram. | |  | |  |

## Расследование
Полицией была озвучена предполагаемая причина смерти артиста — передозировка наркотиков. Им удалось обнаружить в автобусе Xanax, марихуану и неизвестный порошок. Так же из отчётов полиции стало ясно, что перед смертью музыкант решил вздремнуть, и когда к нему подходил его менеджер, то Lil Peep нормально дышал и просто спал. Когда позже к артисту подошёл другой менеджер, то исполнитель уже не подавал признаков жизни.
Позже полиция заявила, что после судебной медицинской экспертизы специалисты пришли к выводу — Lil Peep умер во сне, абсолютно не почувствовав ничего; «Его сердце перестало биться из-за сильной нагрузки препаратов», — пояснили в полиции. На вопрос, можно ли было спасти Lil Peep в этой ситуации, полиция ответила: «Да! Если бы Lil Peep почувствовал боль не спящим, его могли вовремя увезти в реанимацию».
8 декабря 2017 года стали известны результаты медицинской экспертизы, согласно которым причиной смерти стала передозировка опиоидом фентанилом и противотревожным препаратом ксанаксом, в результате непреднамеренной передозировки.

### Судебный иск
В октябре 2019 года стало известно о том, что мать рэпера Лиза Уомак подала в суд на компанию First Access Entertainment, которая занималась менеджментом артиста и организацией гастролей. Мама Lil Peep считает, что менеджеры музыканта довели её сына до смерти, регулярно снабжая его наркотиками и поощряя их употребление. В иске утверждается, что Lil Peep регулярно поставляли ксанакс, кетамин и другие вещества. Это продолжалось в течение всего года, предшествовавшего смерти рэпера, во время последнего тура Come Over When You’re Sober. По словам Лизы Уомак, Lil Peep не раз хотел приостановить тур из-за физического недомогания и моральной усталости, но менеджеры игнорировали его жалобы. В мае 2017 года Густав выступил в Лос-Анджелесе, несмотря на «практически коматозное состояние», как указывается в иске Уомак. В ноябре того же года, перед концертом в Тусоне (штат Аризона), менеджер Белинда Мерсер дала ему «чрезмерное количество» таблеток ксанакса, чтобы тот мог притвориться больным, а страховка покрыла бы отмену шоу. Неизвестно, принял ли он их, но вскоре рэпер скончался. Компания First Access Entertainment опровергла обвинения. По словам её представителей, они наоборот пытались оградить Lil Peep от наркотиков. В официальном заявлении First Access Entertainment сообщили:
Смерть Lil Peep была ужасной трагедией. Однако утверждение, что любой из наших сотрудников был каким-то образом ответственен за нее или способствовал ей, категорически не соответствует действительности. На самом деле мы постоянно призывали Lil Peep прекратить злоупотреблять наркотиками и перестать общаться с людьми, которые их употребляют и поставляют. Мы крайне разочарованы, что мать Lil Peep подала этот беспричинный иск, поскольку она хорошо осведомлена о многочисленных усилиях, предпринятых First Access и Chase Ortega, чтобы убедить ее сына отказаться от этого образа жизни. К сожалению, несмотря на все наши усилия, он был взрослым человеком, который принимал свои собственные решения и решил пойти другим, более разрушительным путем. После всестороннего изучения фактов медицинский эксперт постановил, что его смерть была случайной. К аналогичным выводам привело и расследование полиции. Хотя First Access глубоко опечалены преждевременной кончиной Lil Peep, мы без колебаний будем защищаться от этого необоснованного и оскорбительного судебного процесса. Мы с нетерпением ожидаем его скорейшего закрытия.

## Реакция

### Дань памяти
Музыкальный критик Джон Караманика из «New York Times» провел специальный эпизод подкаста в память о Lil Peep, который был выпущен 22 ноября 2017 года. Good Charlotte также почтили память о Lil Peep, выпустив кавер на трек «Awful Things», который был исполнен на его мемориале в Лонг-Бич, Нью-Йорк, 2 декабря 2017 года. Three Days Grace отдали дань уважения, разместив в Instagram и Twitter видео ремикса песни Lil Peep «Witchblades» с участием Lil Tracy. Lil Peep также был упомянут на 60-й церемонии «Грэмми» в рубрике памяти об умерших исполнителях. 19 июня 2018 года рэпер Juice WRLD выпустил двухсерийный мини-альбом под названием Too Soon.. посвященный Lil Peep и XXXTentacion.
Клипмейкер по имени Wiggy, который снимал некоторые клипы для Lil Peep, опубликовал на своем YouTube-канале трибьют-видео под названием Are you really surprised you are here?" (с англ. — «Ты действительно удивлен, что находишься здесь?»), состоящее из ранее не публиковавшихся кадров, на которых запечатлен Lil Peep в повседневной жизни: Концерты, посещение парикмахера, прогулка и т. д. Видеоряд сопровождает неизданный трек рэпера «Downtown».
Американский диджей Marshmello почтил память Lil Peep посвятив серию постов в память о своём друге. Так же, незадолго до этого Marshmello выступал с концертом в Аризоне, где посвятил покойному рэперу музыкальный сет. Под песню Lil Peep «Beamer Boy» на экране большими буквами было написано RIP.

#### Мемориалы
26 ноября 2017 года в Перми поклонниками был организован мемориал памяти исполнителю рядом с «Театром-Театром». Фото события выложили в социальные сети, однако реакция жителей в основной массе была негативной, а порой даже не совсем адекватной. Негативные реакция была из-за того, что мемориал был устроен зарубежному исполнителю, в то время как «недавно умершим российским знаменитостям не стали делать мемориал», вспоминая Хворостовского и Задорного, при этом возмущаясь мемориалам «наркоману».

#### Кино
10, 12, 14 марта 2019 года на фестивале SXSW в Остине, штат Техас, прошла премьера документального фильма про Lil Peep — Lil Peep: всё для всех. В нём рассказывается история жизни исполнителя, от его детства на Лонг-Айленде до внезапной популярности и смерти в 2017 году из-за передозировки наркотиков. Показ фильма в кинотеатрах прошёл в конце 2019 года.

#### Посмертные релизы
После смерти артиста продолжал выходить различный неизданный материал: клипы, треки, фотографии. Среди которых треки «Spotlight» с Marshmello, «4 Gold Chains» с Clams Casino, «Falling Down» с XXXTentacion, «I’ve Been Waiting» с ILoveMakonnen и Fall Out Boy и другие. А спустя год после смерти артиста, 9 ноября 2018 года, был выпущен студийный альбом Come Over When You’re Sober, Pt. 2. 31 октября 2019 года был опубликован мини-альбом Goth Angel Sinner, который был анонсирован ещё до смерти исполнителя. Параллельно мини-альбому был также опубликован клип на трек с релиза, «When I Lie».

## Предпосылки
Lil Peep неоднократно говорил о том, что он употребляет психоделические и наркотические вещества, а также о желании умереть. Он любил кокаин, ЛСД, псилоцибиновые грибы, экстази и в особенности успокоительное средство Xanax. Одно время рэпер принимал по 20 таблеток транквилизатора в день, чтобы «унять тревогу». По его словам, у него прекрасно получалось справляться с негативными эффектами от наркотиков при помощи марихуаны: «Трава — это вся помощь, которая вам нужна в этом мире». Тема депрессии также часто фигурировала в треках рэпера. Своими переживаниями он регулярно делился и в соцсетях, неоднократно признавался, что думает о смерти. «Я депрессивный наркоман, и я уже почти на грани», — писал артист в Twitter в феврале 2017 года. С психическим расстройством он боролся при помощи веществ. Своими лекарствами от депрессии он называл марихуану и «любой другой наркотик, который попадет ему в руки». За несколько часов до смерти он опубликовал в Instagram селфи с таблетками Xanax во рту, написав «Пошло оно *****», а чуть раньше — свою фотографию с подписью «Когда я умру, вы меня полюбите».

## Кремация и прощальная церемония
Lil Peep был кремирован в похоронном бюро Jacobsen’s на Хантингтон-Стейшен в Нью-Йорке, а его прах был помещен в сад его деда. 2 декабря 2017 года его друзья, семья и поклонники устроили памятную встречу на его мемориале в Лонг-Бич, Нью-Йорке. В тот же день, когда большая фотография Lil Peep была спроецирована на стену здания парламента в центре Лондона, в Лондоне был также проведен мемориал.

## Коммерческая отдача
После смерти исполнителя популярность его музыки резко увеличилась, что позволило его дебютному альбому Come Over When You’re Sober, Pt. 1, вышедшему ровно за три месяца до смерти, впервые попасть в альбомный чарт Billboard 200 на 38 позицию, а также треку с этого альбома «Awful Things» на 79 строчку Billboard Hot 100.